# 紐厄爾鎮區 (伊利諾伊州弗米利恩縣)
紐厄爾鎮區（英語：Newell Township）是位於美國伊利諾伊州弗米利恩縣的一個行政鎮區。

## 地方資料
根據2010年美國人口普查的數據，紐厄爾鎮區的面積為131.30平方千米，當中陸地面積為129.40平方千米，而水域面積為1.90平方千米。當地共有人口13371人，而人口密度為每平方千米101.84人。